# Гайдрун Гартманн
Гайдрун (Гайді) Ельсбет Клара Остервальд, у шлюбі Гартманн (нім. Heidrun (Heidi) Elsbeth Klara Hartmann; 5 серпня 1942, Кольберг (нині Колобжег, Західнопоморське воєводство, Польща) — 11 липня 2016) — німецька науковиця-ботанік, фахівець із систематики родини аїзових.

## Біографія
Гайдрун Остервальд народилася в Кольберзі 5 серпня 1942 року, але вже менше ніж за три роки, у 1945-му, їй з матір'ю довелося тікати перед захопленням міста радянськими військами. Батько був убитий в бою під час Другої світової війни. Вони з мамою оселилися в маленькому селі в Нижній Саксонії, ліцей Гайді закінчила в сусідньому місті Гільдесгайм.
З 1962 по 1968 рік вона вивчала біологію в Гамбурзькому університеті, де в 1973 році також здобула докторський ступінь з філософії за дослідження роду Argyroderma N.E.Br. з родини Aizoaceae. Для цього дослідження в 1969 році Гартманн вирушила у свою першу експедицію в Південну Африку. Після цього виконувала польові дослідження майже щороку, в основному в Південно-Африканській Республіці, Намібії, Лесото, Ботсвані, Свазіленді, Малаві, Зімбабве, Кенії, Танзанії, Ефіопії, Гані і Судані. Досить часто в цих подорожах її супроводжували колеги (зокрема Леонард Ерік Ньютон) і студенти, які отримували повне введення в мистецтво збору зразків для наукових цілей. 
Її чоловік Вільфрід Гартманн підтримував її роботу у багатьох відношеннях і разом з нею брав участь у кількох експедиціях. Її дві дочки до шлюбу також були залучені до її досліджень різними способами. Гартманн також проводила робочі поїздки в інших посушливих місцях — в Аргентині, Мексиці, на південному заході США, в Об'єднаних Арабських Еміратах для вивчення сукулентних рослин.
У 1982 році Гартманн закінчила свої дослідження підтриби Leipoldtiinae, також з родини Aizoaceae, у відділі професора Ганса-Дітера Іленфельдта (нім. Hans-Dieter Ihlenfeldt) в Гамбурзі. З 1970 по 2007 рік вона працювала викладачкою в Інституті загальної ботаніки та фізіології рослин (нім. Institut für Allgemeine Botanik und Pflanzenphysiologie), пізніше в Біоцентрі у Кляйн-Флоттбеці (нім. Biocenter Klein Flottbek) з Гамбурзького університету, де підтримувала велику колекцію живих рослин з родини Aizoaceae і зберігала їх гербарні зразки. Вона виступала як консультантка для великої кількості дипломантів і аспірантів.
До виходу на пенсію в 2007 році доктор Гартманн була професором на кафедрі ботаніки факультету математики, інформатики та природничих наук в університеті Гамбурга.
Померла після тривалої хвороби 11 липня 2016 року, незадовго до свого 74-го дня народження.

## Наукова і громадська діяльність
Гайдрун Гартманн входила до Лондонського Ліннеївського товариства, членом Міжнародної організації з вивчення сукулентних рослин (IOS) та Асоціації з вивчення таксономічної флори тропічної Африки (AETFAT).
Вона є авторкою понад 120 наукових робіт, часто як єдина авторка або з різними співавторами, описала п'ять нових родів з родини Aizoaceae, 22 нових видів і понад 200 нових комбінацій.
Результатом її самовідданої праці став двотомник «Aizoaceae» в «Ілюстрованому довіднику сукулентних рослин» (англ. «Illustrated handbook of succulent plants»), який вийшов у 2001 році, друге видання цієї роботи планувалося на 2017 рік.
На додаток до публікацій в ботанічних періодичних виданнях, Гайдрун Гартманн також написала багато для аматорів, особливо для Групи з дослідження мезембріантемових (Mesembryanthemaceae). Вона була популярною лекторкою на зустрічах і конференціях.

## Нагороди і пам'ять
Гайдрун Гартманн була удостоєна нагороди Cactus d'Or Князівства Монако за рекомендацією Міжнародної організації з вивчення сукулентних рослин (IOS) в 2013 році, і премії Американського товариства любителів кактусів і сукулентів (англ. Cactus and Succulent Society of America) в 2015 році.
На честь Гайдрун Гартманн названий рід Hartmanthus S.A.Hammer з родини аїзових, і вид Gibbaeum hartmannianum Thiede & Niesler з цієї ж родини, дослідженню якої вона присвятила своє життя.